# 여서도
여서도(麗瑞島)는 대한민국 전라남도 완도군 청산면에 속하는 섬이다.

## 역사
근래에 신석기 시대 유물이 발견됨에 따라 오래전부터 사람이 살았었을 것으로 추정되며, 1690년대에 강씨 성을 가진 사람이 여서도로 이주하였고, 차차 다른 성씨의 사람들이 이주하면서 지금의 마을을 형성하였다. 조선 시대에 '여서도'(餘鼠島), 일제강점기에 '태랑도'(太郞島)라 부르다가, 광복 후부터 "자연이 내린 아름답고 상서로운(복되고 길한) 섬"이라는 뜻의 '여서도'(麗瑞島)
로 부르게 되었다.

## 지리
섬의 면적은 2.51 km2이며, 인구는 2009년 12월 말 기준으로 93명이다. 해안선의 길이는 약 10 km이다. 중앙에 솟은 산(해발고도 352 m)이 있다.
주민들은 대부분 어업과 농업을 하며 일부는 소를 방목하여 키우고 있다. 해산물로는 민어, 돌돔, 감성돔, 벵에돔, 부시리, 방어 ,갈치, 돌김, 미역, 톳, 가사리 등이 있으며 농산물로는 마늘, 고추, 무 등이 있다. 해초류를 제외한 나머지는 자급자족에만 그칠 정도로 소량이 생산된다.
정기여객선은 완도 항만 터미널에서 여서도까지 1일 2회 운행한다. 여서도에는 경찰 파출소와 보건진료소가 각각 1개소가 있으며, 초등학교(청산초등학교 여서분교)는 젊은이들이 떠나면서 학생수가 점점 줄어들다가 2011년 3월 1일 폐교되었다.

## 어항
- 여서항 - 국가어항

## 미디어
- KBS
  - 《1박 2일》 - 〈전남 완도 여서도〉편 (2008년 4월 13일, 4월 20일)
  - 《다큐공감》 - 〈바람의 섬 여서도〉편 (2016년 4월 2일)
  - 《한국인의 밥상》 - 〈식탁 위에 바다꽃 피던 날 - 완도 해조 밥상〉편 (2016년 4월 21일)
- MBC MUSIC
  - 《세븐틴의 어느 멋진 날》 - <시즌1> (2016년 2월 15일 ~ 2016년 4월 4일)